# ماجد الزهراني
ماجد الزهراني مواليد 10 أغسطس 1990 في، السعودية، هو لاعب كرة قدم سعودي يلعب في نادي السلمية.

## مسيرة اللاعب
كانت بداياته مع نادي الشباب و لعب بعدها مع نادي الدرعية ونادي المجزل ونادي البكيرية ونادي الرياض ونادي الوشم ونادي ساجر ونادي السلمية.

## روابط خارجية
- ماجد الزهراني على موقع Soccerway.com (الإنجليزية)